# Marc Jousset
Marc Jousset (fl. XX secolo) è stato un velista francese.
Partecipò ai giochi della II Olimpiade di Parigi nel 1900 a bordo di Dick, con il quale giunse nono nella gara olimpica della classe da mezza a una tonnellata.